# Clean Energy Finance Corporation
La Clean Energy Finance Corporation (CEFC) es un banco verde propiedad del Gobierno australiano que se creó para facilitar el aumento de los flujos de financiación en el sector de la energía limpia. Como inversor especializado, la CEFC está en el centro de los esfuerzos para ayudar a cumplir las ambiciones de Australia de un futuro próspero y con bajas emisiones. El CEFC alcanzó dos importantes hitos en 2022, marcando 10 años de actividad inversora y superando los 10.000 millones de dólares en compromisos de inversión. Con un sólido historial de inversiones, el CEFC se ha comprometido a acelerar la transición de Australia hacia las emisiones netas cero para 2050. Al abordar algunos de los retos más difíciles de la nación en materia de emisiones, el papel del CEFC es llenar los vacíos del mercado y colaborar con los inversores, los innovadores y los líderes de la industria para estimular nuevas inversiones sustanciales donde tendrán el mayor impacto. El CEFC invierte en nombre del Gobierno australiano, con el firme compromiso de ofrecer un rendimiento positivo a los contribuyentes en toda su cartera.
En septiembre de 2022, el CEFC reconoció la aprobación del Proyecto de Ley de Cambio Climático de 2022 y del Proyecto de Ley de Cambio Climático (Enmiendas Consecutivas) de 2022. La legislación sobre el cambio climático establece como objetivos nacionales la reducción de las emisiones en al menos un 43% para 2030 (en comparación con 2005) y alcanzar las emisiones netas cero para 2050. Incorpora estas metas en los objetivos de una serie de organismos del Gobierno australiano, incluido el CEFC.
En agosto de 2020, se introdujo en el Parlamento australiano una legislación para crear un Fondo de Fiabilidad de la Red (GRF). Si se aprobaba, el GRF añadiría 1.000 millones de dólares a la capacidad de inversión del CEFC, con el fin de fomentar la inversión para apoyar la fiabilidad de la red eléctrica y mejorar la asequibilidad para los usuarios de energía. La legislación caducó en las elecciones federales de mayo de 2022.
El CEFC está gobernado por un consejo de administración independiente que tiene la responsabilidad legal de la toma de decisiones, el desempeño de las funciones de la Corporación y la gestión de las inversiones del CEFC, y un director general que es responsable de la administración diaria de la Corporación. Existe un sistema de delegaciones para facilitar el desempeño de estas funciones. El Consejo rinde cuentas al Parlamento a través de sus ministros responsables. El CEFC alcanza sus objetivos a través de la aplicación prudente del capital, respetando su marco de gestión de riesgos, su Mandato de Inversión y las políticas de inversión emitidas por el Consejo del CEFC.